# Triatlón en los Juegos Suramericanos de 2014 - Individuales Femenino
La prueba de Individuales Femenino de triatlón en Santiago 2014 se llevó a cabo el 8 de marzo de 2014 en el borde costero de Viña del Mar. La prueba fue desarrollada bajo los estándares olímpicos: 1500 metros de natación, 40 kilómetros de ciclismo y 10 kilómetros de pedestrismo. Participaron en la prueba 14 triatletas.

## Resultados
| Rank              | Nacionalidad | Triatleta               | Tiempo Total | Diferencia  |
| ----------------- | ------------ | ----------------------- | ------------ | ----------- |
| Medalla de oro    | Chile        | Bárbara Riveros         | 02:02:30.75  |             |
| Medalla de plata  | Brasil       | Pamella Oliveira        | 02:02:47.52  | +0:00:16.77 |
| Medalla de bronce | Ecuador      | Elizabeth Bravo         | 02:06:04.00  | +0:03:33.25 |
| 4                 | Brasil       | Beatrice Neres da Silva | 02:06:56.06  | +0:04:25.31 |
| 5                 | Argentina    | Romina Biagioli         | 02:07:37.67  | +0:05:06.92 |
| 6                 | Argentina    | Romina Palacio          | 02:08:18.25  | +0:05:47.50 |
| 7                 | Brasil       | Flavia Alvarenga        | 02:09:36.77  | +0:07:06.02 |
| 8                 | Chile        | Valentina Carvallo      | 02:10:35.18  | +0:08:04.43 |
| 9                 | Ecuador      | María Cristina Farez    | 02:11:18.39  | +0:08:47.64 |
| 10                | Colombia     | Maira Vargas            | 02:11:34.14  | +0:09:03.39 |
| 11                | Colombia     | Diana Castillo          | 02:12:53.31  | +0:10:22.56 |
| 12                | Chile        | Pamela Tastets          | 02:13:50.60  | +0:11:19.85 |
| 13                | Uruguay      | Eliana Sotelo           | 02:17:42.79  | +0:15:12.04 |
| 14                | Perú         | Delia López             | 02:25:05.27  | +0:22:34.52 |